# Isepeolus octopunctatus
Isepeolus octopunctatus är en biart som först beskrevs av Jörgensen 1909.  Isepeolus octopunctatus ingår i släktet Isepeolus, och familjen långtungebin. Inga underarter finns listade.